# Georai
Georai  o Gevrai es una ciudad y  municipio situada en el distrito de Beed en el estado de Maharashtra (India). Su población es de 33562 habitantes (2011). 

## Demografía
Según el censo de 2011 la población de Georai era de 33562 habitantes, de los cuales 17263 eran hombres y 16299 eran mujeres. Georaitiene una tasa media de alfabetización del 83,25%, superior a la media estatal del 82,34%: la alfabetización masculina es del 89,71%, y la alfabetización femenina del 76,53%.